# Campionato italiano football a 9 2013
La stagione 2013 del Campionato Italiano Football a 9 (CIF9) è il quarto disputato con questa denominazione.
Il campionato è formato da 39 squadre, divise in 10 gironi. 

## Squadre partecipanti
| Club                         | Città (prov.)                  | Stadio | Sponsor ufficiale | Risultato nella stagione 2012                                   |
| ---------------------------- | ------------------------------ | ------ | ----------------- | --------------------------------------------------------------- |
| 65ers Arona                  | Arona (NO)                     |        |                   | 3º posto in regular season CIF9 (Girone H)                      |
| 82'ers Napoli                | Napoli                         |        |                   | 3º posto in regular season CIF9 (Girone C)                      |
| Achei Crotone                | Crotone                        |        |                   | Quarti di conference                                            |
| Aquile Ferrara               | Ferrara                        |        |                   | 4º posto in regular season LENAF (Girone Centro)                |
| Bills Cavallermaggiore       | Cavallermaggiore (CN)          |        |                   | finalisti                                                       |
| Black Hammers Ostia          | Ostia (RM)                     |        |                   | Quarti di conference                                            |
| Blitz Ciriè                  | Cirié (TO)                     |        |                   | 5º posto in regular season CIF9 (Girone I)                      |
| Blue Storms Busto Arsizio    | Busto Arsizio (VA)             |        |                   | Wild Card                                                       |
| Bobcats Parma                | Parma                          |        |                   | 4º posto in regular season LENAF (Girone Ovest)                 |
| Caribdes Messina             | Messina                        |        |                   | Wild Card                                                       |
| Commandos Brianza            | Castello di Brianza (LC)       |        |                   | 4º posto in regular season CIF9 (Girone H)                      |
| Cowboys Selvazzano           | Selvazzano Dentro (PD)         |        |                   | Esordio nel 2013                                                |
| Crabs Pescara                | Pescara                        |        |                   | Quarti di conference                                            |
| Dragons Salento              | Surbo (LE)                     |        |                   | Wild Card                                                       |
| Eagles Salerno               | Salerno                        |        |                   | Semifinali di conference                                        |
| Gladiatori Roma              | Roma                           |        |                   | Wild Card                                                       |
| Goblins Lanciano             | Lanciano (CH)                  |        |                   | 4º posto in regular season CIF9 (Girone C)                      |
| GTeam Gallarate              | Gallarate (VA)                 |        |                   | Esordio nel 2013                                                |
| Hammers Lario                | Cantù (CO)                     |        |                   | 3º posto in regular season CIF9 (Girone H)                      |
| Highlanders Catanzaro        | Catanzaro                      |        |                   | Inattivi                                                        |
| Hurricanes Vicenza           | Vicenza                        |        |                   | Quarti di conference                                            |
| Knights Persiceto            | San Giovanni in Persiceto (BO) |        |                   | Quarti di conference                                            |
| Jokers Pesaro                | Pesaro                         |        |                   | 4º posto in regular season CIF9 (Girone D)                      |
| Leones Poggiofiorito         | Poggiofiorito (CH)             |        |                   | Inattivi                                                        |
| Mad Bulls Barletta           | Barletta (BT)                  |        |                   | 4º posto in regular season CIF9 (Girone B)                      |
| Marines Condor Lazio         | Ostia (RM)                     |        |                   | 4º posto in regular season CIF9 (Girone E)/Quarti di conference |
| Mastiffs Ivrea               | Ivrea (TO)                     |        |                   | 4º posto in regular season CIF9 (Girone I)                      |
| Neptunes CUS Bologna         | Bologna                        |        |                   | Semifinali di conference                                        |
| Patriots Bari                | Bari                           |        |                   | Finale di conference                                            |
| Pirates Savona               | Savona                         |        |                   | Wild Card                                                       |
| Predatori Golfo del Tigullio | Chiavari (GE)                  |        |                   | Wild Card                                                       |
| Red Jackets Sarzana          | Sarzana (SP)                   |        |                   | 3º posto in regular season LENAF (Girone Centro)                |
| Sentinels Isonzo             | Ronchi dei Legionari (GO)      |        |                   | Esordio nel 2013                                                |
| Skorpions Varese             | Varese                         |        |                   | Finale di conference                                            |
| Steelers Terni               | Terni                          |        |                   | Semifinali di conference                                        |
| Storms CUS Pisa              | Pisa                           |        |                   | Quarti di conference                                            |
| Thunders Trento              | Trento                         |        |                   | Esordio nel 2013                                                |
| Veterans Grosseto            | Grosseto                       |        |                   | Esordio nel 2013                                                |
| Wolfpack La Spezia           | La Spezia                      |        |                   | 4º posto in regular season CIF9 (Girone F)                      |

## Stagione regolare

### Classifiche
- PCT = percentuale di vittorie, G = partite giocate, V = partite vinte, N = partite pareggiate, P = partite perse, PF = punti fatti, PS = punti subiti
- La qualificazione ai play-off è indicata in verde

#### Conference Nord

##### Girone A
| Pos. | Squadra                      | PCT   | G | V | P | PF  | PS  |
| ---- | ---------------------------- | ----- | - | - | - | --- | --- |
| 1    | Bills Cavallermaggiore       | 1.000 | 6 | 6 | 0 | 214 | 17  |
| 2    | Predatori Golfo del Tigullio | .500  | 6 | 3 | 3 | 84  | 88  |
| 3    | Wolfpack La Spezia           | .333  | 6 | 2 | 4 | 24  | 163 |
| 4    | Pirates Savona               | .167  | 6 | 1 | 5 | 33  | 87  |

##### Girone B
| Pos. | Squadra         | PCT   | G | V | P | PF  | PS  |
| ---- | --------------- | ----- | - | - | - | --- | --- |
| 1    | Mastiffs Ivrea  | 1.000 | 6 | 6 | 0 | 158 | 28  |
| 2    | 65ers Arona     | .667  | 6 | 4 | 2 | 175 | 63  |
| 3    | Blitz Ciriè     | .333  | 6 | 2 | 4 | 119 | 101 |
| 4    | GTeam Gallarate | .000  | 6 | 0 | 6 | 12  | 272 |

##### Girone C
| Pos. | Squadra                   | PCT  | G | V | P | PF  | PS  |
| ---- | ------------------------- | ---- | - | - | - | --- | --- |
| 1    | Blue Storms Busto Arsizio | .833 | 6 | 5 | 1 | 207 | 87  |
| 2    | Commandos Brianza         | .667 | 6 | 4 | 2 | 83  | 75  |
| 3    | Skorpions Varese          | .500 | 6 | 3 | 3 | 142 | 92  |
| 4    | Hammers Lario             | .000 | 6 | 0 | 6 | 59  | 237 |

##### Girone D
| Pos. | Squadra              | PCT   | G | V | P | PF  | PS  |
| ---- | -------------------- | ----- | - | - | - | --- | --- |
| 1    | Aquile Ferrara       | 1.000 | 6 | 6 | 0 | 211 | 52  |
| 2    | Knights Persiceto    | .667  | 6 | 4 | 2 | 176 | 94  |
| 3    | Bobcats Parma        | .333  | 6 | 2 | 4 | 74  | 194 |
| 4    | Neptunes CUS Bologna | .000  | 6 | 0 | 6 | 63  | 184 |

##### Girone E
| Pos. | Squadra            | PCT  | G | V | P | PF  | PS  |
| ---- | ------------------ | ---- | - | - | - | --- | --- |
| 1    | Hurricanes Vicenza | .833 | 6 | 5 | 1 | 147 | 45  |
| 2    | Thunders Trento    | .833 | 6 | 5 | 1 | 132 | 40  |
| 3    | Cowboys Selvazzano | .333 | 6 | 2 | 4 | 84  | 90  |
| 4    | Sentinels Isonzo   | .000 | 6 | 0 | 6 | 12  | 200 |

#### Conference Sud

##### Girone A
| Pos. | Squadra               | PCT  | G | V | P | PF  | PS  |
| ---- | --------------------- | ---- | - | - | - | --- | --- |
| 1    | Caribdes Messina      | .750 | 4 | 3 | 1 | 84  | 53  |
| 2    | Highlanders Catanzaro | .750 | 4 | 3 | 1 | 105 | 75  |
| 3    | Achei Crotone         | .000 | 4 | 0 | 4 | 47  | 108 |

##### Girone B
| Pos. | Squadra            | PCT  | G | V | P | PF  | PS  |
| ---- | ------------------ | ---- | - | - | - | --- | --- |
| 1    | Eagles Salerno     | .833 | 6 | 5 | 1 | 124 | 28  |
| 1    | Patriots Bari      | .667 | 6 | 4 | 2 | 100 | 96  |
| 3    | Dragons Salento    | .333 | 6 | 2 | 4 | 58  | 85  |
| 4    | Mad Bulls Barletta | .167 | 6 | 1 | 5 | 41  | 114 |

##### Girone C
| Pos. | Squadra              | PCT   | G | V | P | PF  | PS  |
| ---- | -------------------- | ----- | - | - | - | --- | --- |
| 1    | Gladiatori Roma      | 1.000 | 6 | 6 | 0 | 189 | 32  |
| 2    | Black Hammers Ostia  | .667  | 6 | 4 | 2 | 167 | 45  |
| 3    | Marines Condor Lazio | .167  | 6 | 1 | 5 | 32  | 164 |
| 4    | 82'ers Napoli        | .167  | 6 | 1 | 5 | 29  | 165 |

##### Girone D
| Pos. | Squadra             | PCT  | G | V | P | PF  | PS  |
| ---- | ------------------- | ---- | - | - | - | --- | --- |
| 1    | Red Jackets Sarzana | .833 | 6 | 5 | 1 | 238 | 123 |
| 2    | Storms CUS Pisa     | .500 | 6 | 3 | 3 | 86  | 120 |
| 3    | Steelers Terni      | .333 | 6 | 2 | 4 | 121 | 144 |
| 4    | Veterans Grosseto   | .333 | 6 | 2 | 4 | 100 | 158 |

##### Girone E
| Pos. | Squadra              | PCT   | G | V | P | PF  | PS  |
| ---- | -------------------- | ----- | - | - | - | --- | --- |
| 1    | Crabs Pescara        | 1.000 | 6 | 6 | 0 | 221 | 24  |
| 2    | Jokers Pesaro        | .500  | 6 | 3 | 3 | 98  | 83  |
| 3    | Goblins Lanciano     | .500  | 6 | 3 | 3 | 130 | 124 |
| 4    | Leones Poggiofiorito | .000  | 6 | 0 | 6 | 12  | 230 |

## Playoff

### Tabellone
|  | Wild Card                    | Wild Card                 |    |                        | Quarti di conference      | Quarti di conference |                        |                 | Semifinali di conference | Semifinali di conference |                |    | Finali di conference | Finali di conference |  |  | XIV Nine Bowl | XIV Nine Bowl |  |  |  |  |  |
|  |                              |                           |    |                        |                           |                      |                        |                 |                          |                          |                |    |                      |                      |  |  |               |               |  |  |  |  |  |
|  | Commandos Brianza            | 34                        |    |                        | Aquile Ferrara            | 62                   |                        |                 |                          |                          |                |    |                      |                      |  |  |               |               |  |  |  |  |  |
|  | 65ers Arona                  | 39                        |    |                        | 65ers Arona               | 0                    |                        |                 |                          |                          |                |    |                      |                      |  |  |               |               |  |  |  |  |  |
|  | 65ers Arona                  | 39                        |    | Aquile Ferrara         | 65ers Arona               | 0                    | 34                     |                 |                          |                          |                |    |                      |                      |  |  |               |               |  |  |  |  |  |
|  |                              |                           |    |                        |                           |                      | 34                     |                 |                          |                          |                |    |                      |                      |  |  |               |               |  |  |  |  |  |
|  |                              | Blue Storms Busto Arsizio | 6  |                        |                           |                      |                        |                 |                          |                          |                |    |                      |                      |  |  |               |               |  |  |  |  |  |
|  | Hurricanes Vicenza           | Blue Storms Busto Arsizio | 6  | 14                     | Blue Storms Busto Arsizio | 31                   |                        |                 |                          |                          |                |    |                      |                      |  |  |               |               |  |  |  |  |  |
|  | Hurricanes Vicenza           |                           |    | 14                     | Blue Storms Busto Arsizio | 31                   |                        |                 |                          |                          |                |    |                      |                      |  |  |               |               |  |  |  |  |  |
|  | Bobcats Parma                | 6                         |    |                        | Hurricanes Vicenza        | 22                   |                        |                 |                          |                          |                |    |                      |                      |  |  |               |               |  |  |  |  |  |
|  | Bobcats Parma                | 6                         |    |                        |                           | 22                   |                        | Aquile Ferrara  | 41                       |                          |                |    |                      |                      |  |  |               |               |  |  |  |  |  |
|  |                              |                           |    |                        |                           |                      |                        |                 |                          |                          |                |    |                      |                      |  |  |               |               |  |  |  |  |  |
|  |                              | Bills Cavallermaggiore    | 20 |                        |                           |                      |                        |                 |                          |                          |                |    |                      |                      |  |  |               |               |  |  |  |  |  |
|  | Knights Persiceto            | Bills Cavallermaggiore    | 20 | 32                     |                           |                      | Bills Cavallermaggiore | 35              |                          |                          |                |    |                      |                      |  |  |               |               |  |  |  |  |  |
|  | Knights Persiceto            |                           |    | 32                     |                           |                      | Bills Cavallermaggiore | 35              |                          |                          |                |    |                      |                      |  |  |               |               |  |  |  |  |  |
|  | Predatori Golfo del Tigullio | 7                         |    |                        | Knights Persiceto         | 30                   |                        |                 |                          |                          |                |    |                      |                      |  |  |               |               |  |  |  |  |  |
|  | Predatori Golfo del Tigullio | 7                         |    | Bills Cavallermaggiore | Knights Persiceto         | 30                   | 39                     |                 |                          |                          |                |    |                      |                      |  |  |               |               |  |  |  |  |  |
|  |                              |                           |    |                        |                           |                      | 39                     |                 |                          |                          |                |    |                      |                      |  |  |               |               |  |  |  |  |  |
|  |                              | Skorpions Varese          | 20 |                        |                           |                      |                        |                 |                          |                          |                |    |                      |                      |  |  |               |               |  |  |  |  |  |
|  | Thunders Trento              | Skorpions Varese          | 20 | 36                     | Mastiffs Ivrea            | 0                    |                        |                 |                          |                          |                |    |                      |                      |  |  |               |               |  |  |  |  |  |
|  | Thunders Trento              |                           |    | 36                     | Mastiffs Ivrea            | 0                    |                        |                 |                          |                          |                |    |                      |                      |  |  |               |               |  |  |  |  |  |
|  | Skorpions Varese             | 38 ot                     |    |                        | Skorpions Varese          | 28                   |                        |                 |                          |                          |                |    |                      |                      |  |  |               |               |  |  |  |  |  |
|  | Skorpions Varese             | 38 ot                     |    |                        |                           |                      |                        |                 |                          |                          | Aquile Ferrara | 41 |                      |                      |  |  |               |               |  |  |  |  |  |
|  |                              |                           |    |                        |                           |                      |                        |                 |                          |                          |                |    |                      |                      |  |  |               |               |  |  |  |  |  |
|  |                              | Red Jackets Sarzana       | 30 |                        |                           |                      |                        |                 |                          |                          |                |    |                      |                      |  |  |               |               |  |  |  |  |  |
|  | Black Hammers Ostia          | Red Jackets Sarzana       | 30 | 10                     |                           |                      | Gladiatori Roma        | 3               |                          |                          |                |    |                      |                      |  |  |               |               |  |  |  |  |  |
|  | Black Hammers Ostia          |                           |    | 10                     |                           |                      | Gladiatori Roma        | 3               |                          |                          |                |    |                      |                      |  |  |               |               |  |  |  |  |  |
|  | Storms CUS Pisa              | 7                         |    |                        | Black Hammers Ostia       | 0                    |                        |                 |                          |                          |                |    |                      |                      |  |  |               |               |  |  |  |  |  |
|  | Storms CUS Pisa              | 7                         |    | Gladiatori Roma        | Black Hammers Ostia       | 0                    | 21                     |                 |                          |                          |                |    |                      |                      |  |  |               |               |  |  |  |  |  |
|  |                              |                           |    |                        |                           |                      | 21                     |                 |                          |                          |                |    |                      |                      |  |  |               |               |  |  |  |  |  |
|  |                              | Eagles Salerno            | 12 |                        |                           |                      |                        |                 |                          |                          |                |    |                      |                      |  |  |               |               |  |  |  |  |  |
|  | Highlanders Catanzaro        | Eagles Salerno            | 12 | 6                      | Eagles Salerno            | 14                   |                        |                 |                          |                          |                |    |                      |                      |  |  |               |               |  |  |  |  |  |
|  | Highlanders Catanzaro        |                           |    | 6                      | Eagles Salerno            | 14                   |                        |                 |                          |                          |                |    |                      |                      |  |  |               |               |  |  |  |  |  |
|  | Veterans Grosseto            | 26                        |    |                        | Veterans Grosseto         | 12                   |                        |                 |                          |                          |                |    |                      |                      |  |  |               |               |  |  |  |  |  |
|  | Veterans Grosseto            | 26                        |    |                        |                           | 12                   |                        | Gladiatori Roma | 33                       |                          |                |    |                      |                      |  |  |               |               |  |  |  |  |  |
|  |                              |                           |    |                        |                           |                      |                        |                 |                          |                          |                |    |                      |                      |  |  |               |               |  |  |  |  |  |
|  |                              | Red Jackets Sarzana       | 42 |                        |                           |                      |                        |                 |                          |                          |                |    |                      |                      |  |  |               |               |  |  |  |  |  |
|  | Patriots Bari                | Red Jackets Sarzana       | 42 | 47                     |                           |                      | Crabs Pescara          | 0               |                          |                          |                |    |                      |                      |  |  |               |               |  |  |  |  |  |
|  | Patriots Bari                |                           |    | 47                     |                           |                      | Crabs Pescara          | 0               |                          |                          |                |    |                      |                      |  |  |               |               |  |  |  |  |  |
|  | Goblins Lanciano             | 0                         |    |                        | Patriots Bari             | 20                   |                        |                 |                          |                          |                |    |                      |                      |  |  |               |               |  |  |  |  |  |
|  | Goblins Lanciano             | 0                         |    | Patriots Bari          | Patriots Bari             | 20                   | 0                      |                 |                          |                          |                |    |                      |                      |  |  |               |               |  |  |  |  |  |
|  |                              |                           |    |                        |                           |                      | 0                      |                 |                          |                          |                |    |                      |                      |  |  |               |               |  |  |  |  |  |
|  |                              | Red Jackets Sarzana       | 48 |                        |                           |                      |                        |                 |                          |                          |                |    |                      |                      |  |  |               |               |  |  |  |  |  |
|  | Caribdes Messina             | Red Jackets Sarzana       | 48 | 26                     | Red Jackets Sarzana       | 52                   |                        |                 |                          |                          |                |    |                      |                      |  |  |               |               |  |  |  |  |  |
|  | Caribdes Messina             |                           |    | 26                     | Red Jackets Sarzana       | 52                   |                        |                 |                          |                          |                |    |                      |                      |  |  |               |               |  |  |  |  |  |
|  | Jokers Pesaro                | 8                         |    |                        | Caribdes Messina          | 12                   |                        |                 |                          |                          |                |    |                      |                      |  |  |               |               |  |  |  |  |  |

## XIV Ninebowl
Il XIV Ninebowl si è disputato il 22 giugno 2013 allo Stadio Comunale di Spoleto. L'incontro è stato vinto dalle Aquile Ferrara sui Red Jackets Lunigiana con il risultato di 41 a 30.

## Verdetti
- Aquile Ferrara vincitori del Ninebowl.